# Mammelomys rattoides
Mammelomys rattoides är en däggdjursart som beskrevs av Oldfield Thomas 1922. Den ingår i släktet Mammelomys och familjen råttdjur. Inga underarter finns listade i Catalogue of Life.
Artepitetet i det vetenskapliga namnet är bildat av den zoologiska beteckningen Rattus (råtta) och det latinska tillägget -eides (liknande).

## Beskrivning
En stor råtta med en största längd från nos till svansrot av 21 cm. Svanslängden är ungefär 75 % av själva kroppens längd. Pälsen är glänsande och mörkt brunaktig på ovansidan, ljusare brun på sidorna samt rödaktig på rygg och huvud med brungråa kinder. Buksidans bakre tredjedel är vit.

## Utbredning
Denna gnagare förekommer på norra Nya Guinea från östra Papua Nya Guinea till nordvästra delen av den indonesiska provinsen Papua. Arten hittas även på den indonesiska ön Yapen utanför Papuas nordvästra kust.

## Ekologi
Mammelomys rattoides vistas i låglänt skog till låga bergstrakter på höjder mellan 320 och 1 400 meter över havet. Individerna lever i underjordiska bon. Per kull föds en unge.
Arten är vanlig, och inga hot är kända. På grund av detta, och det förhållandevis stora utbredningsområdet, har IUCN klassificerat den som livskraftig ("LC").